# Alonso de Castillo Solórzano
Alonso de Castillo Solórzano (geb. 1. Oktober 1584 in Tordesillas, Valladolid; gest. um 1648 in Saragossa oder Palermo) war ein spanischer Schriftsteller und Dramatiker des Barock. Er ist Autor satirischer und parodistischer Poesie.
Über seine Jugend ist nichts bekannt. Er arbeitete für den  Marquis de Villars und für den  Marquis de los Vélez, den Vizekönig von Valencia, dem er auf seinem Feldzug in Katalonien und später nach Rom folgte. Die Tatsache, dass er 1648 nicht mehr im Gefolge des Vizekönigs erwähnt wurde, deutet auf seinen wahrscheinlichen Tod hin. Er ist Verfasser zahlreicher Schelmenromane (Pikaroromane). Sein pikaresker Stil fand insbesondere in Frankreich Nachahmung. Sein bekanntestes Werk ist La garduña de Sevilla y anzuelo de las bolsas (1629, „Der Garten von Sevilla“), das zuerst 1661 (Paris) und später unter dem Titel Histoire de dona Rufine, courtisane de Séville ins Französische (Paris, 1731) und unter dem Titel Leben und seltsame Begebenheiten der Dona Rufine, einer beruffenen Spanischen Courtisane auch ins Deutsche übersetzt wurde (Frankfurt; Leipzig, 1732).
Castillo Solórzanos Werke fanden Aufnahme in verschiedenen Anthologien, Novellensammlungen und Buchreihen zur Weltliteratur.

## Werke (Auswahl)
- Tardes entretenidas (1625)
- Jornadas alegres (1626)
- Noches de placer (1631)
- Las harpías en Madrid (dt. Die Harpyen Von Madrit, Oder Die Postkutsche, Wien : Alberti, 1791)
- La niña de los embustes
- Los amantes andaluces
- Fiestas del jardín (1634)
- Sagrario de Valencia (1635)
- Teresa de Manzanares (1632)
- Aventuras del bachiller Trapaza (1637)
- Epítome de la vida y hechos del ínclito rey don Pedro de Aragón (1639)
- Los alivios de Casandra (1640)
- La garduña de Sevilla y anzuelo de las bolsas (1629) (dt. Leben und seltsame Begebenheiten der Dona Rufine, einer beruffenen Spanischen Courtisane, Franckfurt ; Leipzig, 1732)
- La Fouine de Séville
- Sala de Recreación (1649)
- Donaires del Parnaso (1624)

Er ist auch Autor verschiedener Komödien (Sainete) und einer (fiktiven) Geschichte von Marcus Antonius und Kleopatra, der letzten Königin von Ägypten (1639).